# Шаллсбург (Вісконсин)
Шаллсбург (англ. Shullsburg) — місто (англ. city) в США, в окрузі Лафаєтт штату Вісконсин. Населення — 1173 особи (2020).

## Географія
Шаллсбург розташований за координатами 42°34′24″ пн. ш. 90°13′56″ зх. д. / 42.57333° пн. ш. 90.23222° зх. д. (42.573256, -90.232167).  За даними Бюро перепису населення США в 2010 році місто мало площу 2,88 км², уся площа — суходіл. В 2017 році площа становила 3,46 км², уся площа — суходіл.

## Демографія
Згідно з переписом 2010 року, у місті мешкало 1226 осіб у 534 домогосподарствах у складі 324 родин. Густота населення становила 425 осіб/км².  Було 586 помешкань (203/км²).
Расовий склад населення:
| - 98,9 % — білих - 0,3 % — чорних або афроамериканців - 0,2 % — корінних американців - 0,2 % — азіатів |

До двох чи більше рас належало 0,3 %. Частка іспаномовних становила 2,4 % від усіх жителів.
За віковим діапазоном населення розподілялося таким чином: 24,4 % — особи молодші 18 років, 57,7 % — особи у віці 18—64 років, 17,9 % — особи у віці 65 років та старші. Медіана віку мешканця становила 43,3 року. На 100 осіб жіночої статі у місті припадало 94,9 чоловіків;  на 100 жінок у віці від 18 років та старших — 92,7 чоловіків також старших 18 років.
Середній дохід на одне домашнє господарство  становив 48 026 доларів США (медіана — 41 016), а середній дохід на одну сім'ю — 63 221 долар (медіана — 61 591). Медіана доходів становила 36 298 доларів для чоловіків та 31 786 доларів для жінок. За межею бідності перебувало 16,5 % осіб, у тому числі 23,5 % дітей у віці до 18 років та 13,5 % осіб у віці 65 років та старших.
Цивільне працевлаштоване населення становило 549 осіб. Основні галузі зайнятості: освіта, охорона здоров'я та соціальна допомога — 23,1 %, виробництво — 23,0 %, транспорт — 9,5 %, роздрібна торгівля — 8,9 %.